# Mangostan-slægten
Mangostan-slægten (Garcinia) er en slægt af tropiske og subtropiske buske og træer. De fleste arter er tvebo, men hos mange kan der dannes spiredygtige frø uden bestøvning (se apomixis). Frugten er et bær med et kødfuldt inderlag, som i mange tilfælde er spiseligt.

## Arter
Selvom bærrene af Garcinia ofte spises lokalt, er der kun nogle få der har danske navne eller af og til kan fås i Danmark
- Mangostan (Garcinia mangostana)
- Kokam (Garcinia indica)
- Garcinia gummi-gutta

## Anvendelse
Bærrene af Garcinia spises lokalt i mange områder, men anvendelsen kan være meget lokal og udover ovenstående arter, er der kun få der kendes internationalt.
Ud over frugtkødet, bruges den ret tykke skal som krydderi flere steder i Asien, f.eks. bruges skallen af G. gummi-gutta til dette i Sydasien. 
Ekstrakt af mangostan og G. gummi-gutta bruges ofte i appetitnedsættende medikamenter, men der er ikke enighed om deres effektivitet. Desuden kan de indeholde en betydelig mængde hydroxycitrinsyre.